# Mokalik
Mokalik es una película de comedia dramática nigeriana de 2019 producida y dirigida por el veterano cineasta Kunle Afolayan. Está protagonizada por Toni Afolayan y Femi Adebayo. Se estrenó en cines el 31 de mayo de 2019 y recibió críticas positivas y buen desempeño en taquilla. Netflix la adquirió en julio de 2019 y se transmitió el 1 de septiembre de 2019. Fue incluida como parte de la colección "Made in Africa" en mayo de 2020 por Netflix para ser transmitida en medio de la pandemia global de COVID-19.

## Sinopsis
Ponmile (Toni Afolayan) es un niño de once años de los suburbios de clase media y pasa el día como un humilde aprendiz en un taller de mecánica para ver la vida desde otros ángulos. Cuando su padre llega para llevarlo a casa; tiene que tomar la decisión sobre volver a la escuela o emprender su aprendizaje a tiempo completo a largo plazo.

## Elenco
- Toni Afolayan como Ponmile
- Femi Adebayo como Mr.Ogidan
- Wale Akorede como Baba Nepa
- Charles Okocha como Emeka
- Halimat Adegbola como Mama Goke
- Tobi Bakre como Goke
- Simi

## Producción
El cineasta Kunle Afolayan eligió a su sobrino Toni para el papel principal, debutando junto a la popular cantante Simi y Tobi Bakre, quien participó en Big Brother Naija. La película se rodó principalmente en un pueblo mecánico y también en Agege y Lagos. Los trabajos de postproducción se realizaron en Nigeria. Se filmó con una cámara de cine especial y flexible Canon EOS C300 Mark II. Fue realizada con la intención de estrenarse en idioma yoruba.